# Liste der Biografien/Kler
Liste der Biografien |
Portal Biografien |
Personensuche
# |
A |
B |
C |
D |
E |
F |
G |
H |
I |
J |
K |
L |
M |
N |
O |
P |
Q |
R |
S |
T |
U |
V |
W |
X |
Y |
Z |
?
 
Ka |
Kb |
Kc |
Kd |
Ke |
Kf |
Kg |
Kh |
Ki |
Kj |
Kl |
Km |
Kn |
Ko |
Kp |
Kr |
Ks |
Kt |
Ku |
Kv |
Kw |
Ky |
Kx |
Kz
 
Kla |
Kld |
Kle |
Kli |
Klj |
Klo |
Klu |
Kly
 
Klea |
Kleb |
Klec |
Kled |
Klee |
Klef |
Kleg |
Kleh |
Klei |
Klej |
Klek |
Klem |
Klen |
Kleo |
Klep |
Kler |
Kles |
Klet |
Kleu |
Klev |
Klew |
Kley |
Klez
Die Liste der Biografien führt alle Personen auf, die in der deutschsprachigen Wikipedia einen Artikel haben. Dieses ist eine Teilliste mit 19 Einträgen von Personen, deren Namen mit den Buchstaben „Kler“ beginnt.

## Kler

### Klerc
- Klerck, Guillaume Jean Gérard (1825–1884), niederländischer Ingenieuroffizier und Politiker, Minister

### Kleri
- Klerides, Glafkos (1919–2013), griechisch-zypriotischer Politiker
- Klering, Hans (1906–1988), deutscher Schauspieler, Regisseur, Sprecher, Grafiker, Autor, Gründungsmitglied der DEFA

### Klerk
- Klerk, Albert de (1917–1998), niederländischer Organist, Dirigent, Komponist und Hochschullehrer
- Klerk, Evette de (* 1965), südafrikanische Sprinterin
- Klerk, Faf de (* 1991), südafrikanischer Rugby-Spieler
- Klerk, Frederik Willem de (1936–2021), südafrikanischer Politiker, Präsident von Südafrika (1989–1994)Frederik Willem de Klerk (1936–2021)

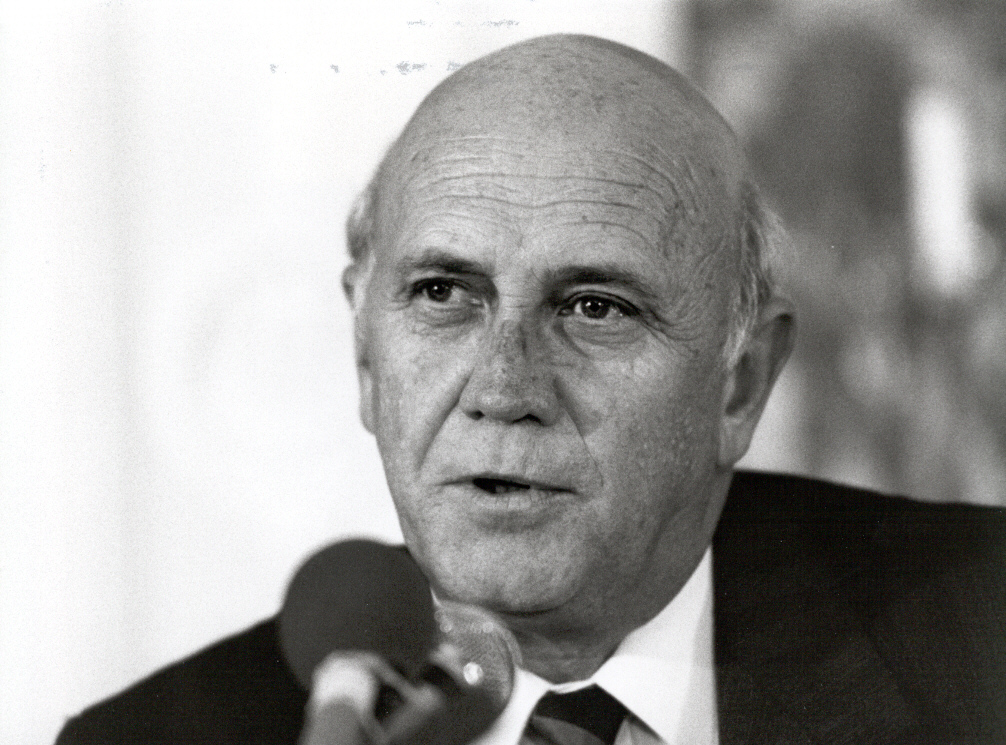
Frederik Willem de Klerk (1936–2021)

- Klerk, Johannes de (1903–1979), südafrikanischer Politiker
- Klerk, Michel de (1884–1923), niederländischer Architekt
- Klerk, Miné de (* 2003), südafrikanische Leichtathletin
- Klerk, Nadine de (* 2000), südafrikanische Cricketspielerin
- Klerk, Peter de (1935–2015), südafrikanischer Formel-1-Rennfahrer
- Klerk, Sander Jan (* 1982), niederländischer Schauspieler
- Klerk, Veronica De (* 1947), nambierische Geschäftsführerin der namibischen Selbsthilfeorganisation Women’s Action for Development
- Klerk, Willem de (1800–1876), niederländischer Maler und Zeichner

### Klerr
- Klerr, Johann Baptist (1830–1875), österreichischer Komponist und Kapellmeister
- Klerr, Ludwig (1826–1882), österreichischer Kapellmeister und Komponist

### Klers
- Klersch, Joseph (1893–1969), deutscher Historiker

### Klerx
- Klerx, Heinrich (1890–1951), deutscher Politiker (SPD), MdL